# Тояма Мару (судно)
 Тояма Мару  (Toyama Maru, 富山丸) — японський вантажний транспорт, пізніше військовий транспорт (у часи Другої світової війни).

## Історія
Японія в 1913 році придбала чотири вантажні судна проєкту NYK у Великої Британії і право провести будівництво за аналогічним проєктом шести вантажних суден тоннажем 7500 брт, при швидкості 11 вузлів, конструктивно придатних до швидкого переобладнання у військове десантне судно (були встановлені носові люки і апарель). Із шести суден на верфі в Russell була побудована «Такада Мару», «Цусіма Мару» і «Toyooka». На Kawasaki верфі — «Toyohashi Мару» і «Tokuyama». На верфі Mitsubishi в Нагасакі був побудований «Тояма Мару». Побудова була завершена у 1915 році і ці судна несли службу на європейських маршрутах, зокрема й у розпал Першої світової війни у перевезенні продовольства і боєприпасів для союзників. До 1930 року ці судна базувалися в Сіетлі. Потім «Тояма Мару» працював за маршрутом між Кобі і Сурабая. З вересня 1941 року судно було передано армії. Виконував транспортні походи в усі південні райони Тихого океану, зокрема в Шонан (Сінгапур). Виконував перевезення військ, маючи десантне відділення площею 578 кв. м.

## Потоплення

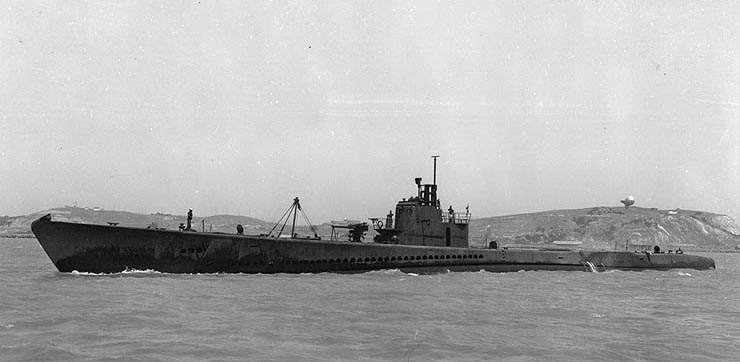
Підводний човен «USS Sturgeon»

Після вагомих втрат на флоті імператорський штаб Японії поспішив зміцнити оборону Nansei островів. Необхідне підкріплення планувалося перекинути з острова Окінава, зокрема частину підрозділів 45-ї піхотної бригади і 44-ї окремої збірної бригади, озброєних стрілецькою зброєю і оснащених вантажівками. Для цієї операції було використано 12 суден (загальним тоннажем 23 777 брт), у тому числі й судно «Тояма Мару», на котре розмістили 4600—6000 солдатів і офіцерів, завантажили покриття злітної авіаційної доріжки й 1500 бочок із бензином (котрі розмістили на палубі).
27 червня 1944 року ці судна вийшли з порту Кагосіма в порт флоту Naze. 29 червня 1944 року, о 7:25 (за часом Токіо) на схід від Tokunoshima «Тояма мару», як найбільше судно конвою, було атаковане підводним човном США USS Sturgeon. По судні було випущено 4 торпеди, з котрих три влучили у ціль (у середню частину трюму, у машинне відділення і в ніс судна). Окрім цього від вибухів спалахнув бензин на палубі і розтікся по воді, що вагомо перешкодило порятунку людей, які перебували на борту судна. Відомо імена загиблих 3874 військових і 53 членів екіпажу. Лише 600 людей врятувалося. Ймовірною є загибель до 5500 людей. Імператорський штаб засекретив інформацію про цю трагедію, як і загибель інших своїх кораблів з численними втратами особового складу флоту й армії.

## Пам'ять
- 29 червня 1964 року військовий меморіал був зведений у Kametoku Tokunoshima.
- 30 червня 1985 року встановлений меморіальний пам'ятник у Koniya.